# Église de la Nativité-de-la-Mère-de-Dieu de Bogatić
Pour les articles homonymes, voir Église de la Nativité-de-la-Mère-de-Dieu.
L'église de la Nativité-de-la-Mère-de-Dieu de Bogatić (en serbe cyrillique : Црква Рођења Богородице у Богатићу ; en serbe latin : Crkva Rođenja Bogorodice u Bogatiću) est une église orthodoxe serbe serbe située à Bogatić, dans le district de Mačva, en Serbie. Elle est inscrite sur la liste des monuments culturels protégés de la république de Serbie (no SK 1471),,.

## Présentation

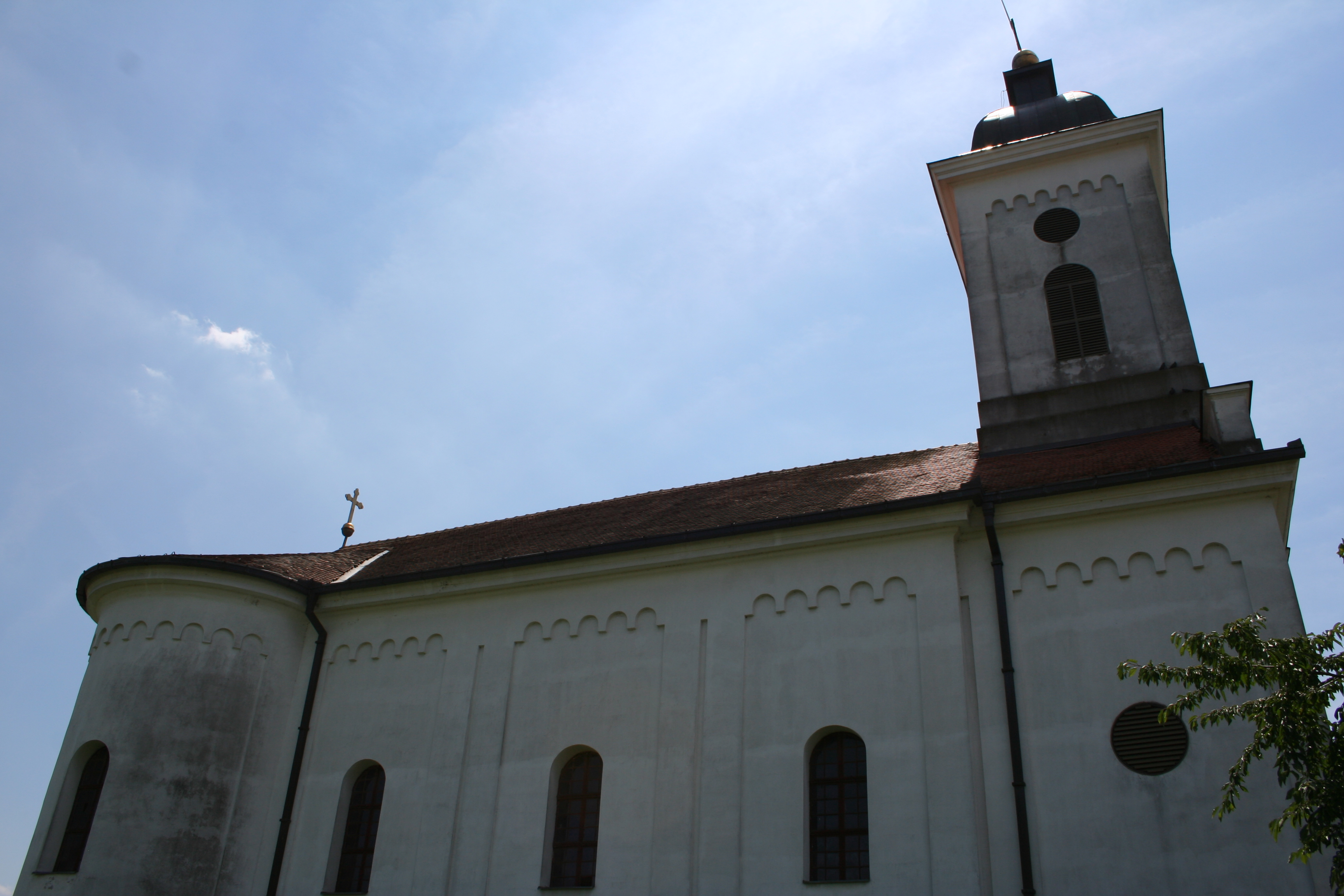
Détail d'une façade latérale.

L'église a été construite en 1856, à l'emplacement d'un édifice plus ancien.
De plan rectangulaire, elle est constituée d'une vaste nef prolongée par une abside demi-circulaire et précédée par un narthex légèrement plus petit que la nef elle-même ; de part et d'autre du chœur se trouvent deux chapelles demi-circulaires qui, à l'extérieur, forment une saillie. La façade occidentale est surmontée d'un clocher de style baroque ; elle est rythmée par des niches aveugles cintrées entourées par des pilastres ; les façades nord et sud sont dotées d'ouvertures elles aussi encadrées par des pilastres. À l'ouest, au nord et au sud, trois portails donnent accès à l'intérieur,.
L'intérieur a été orné de fresques imitant le marbre en 1871 ; on y trouve aussi des motifs stylisés et des scènes de l'Ancien Testament. L'iconostase, de style classique, a été peinte également en 1871 par Stevan Todorović et sa femme Poleksija.
Parmi les trésors de l'église figurent une collection de 53 icônes et 30 livres liturgiques anciens.

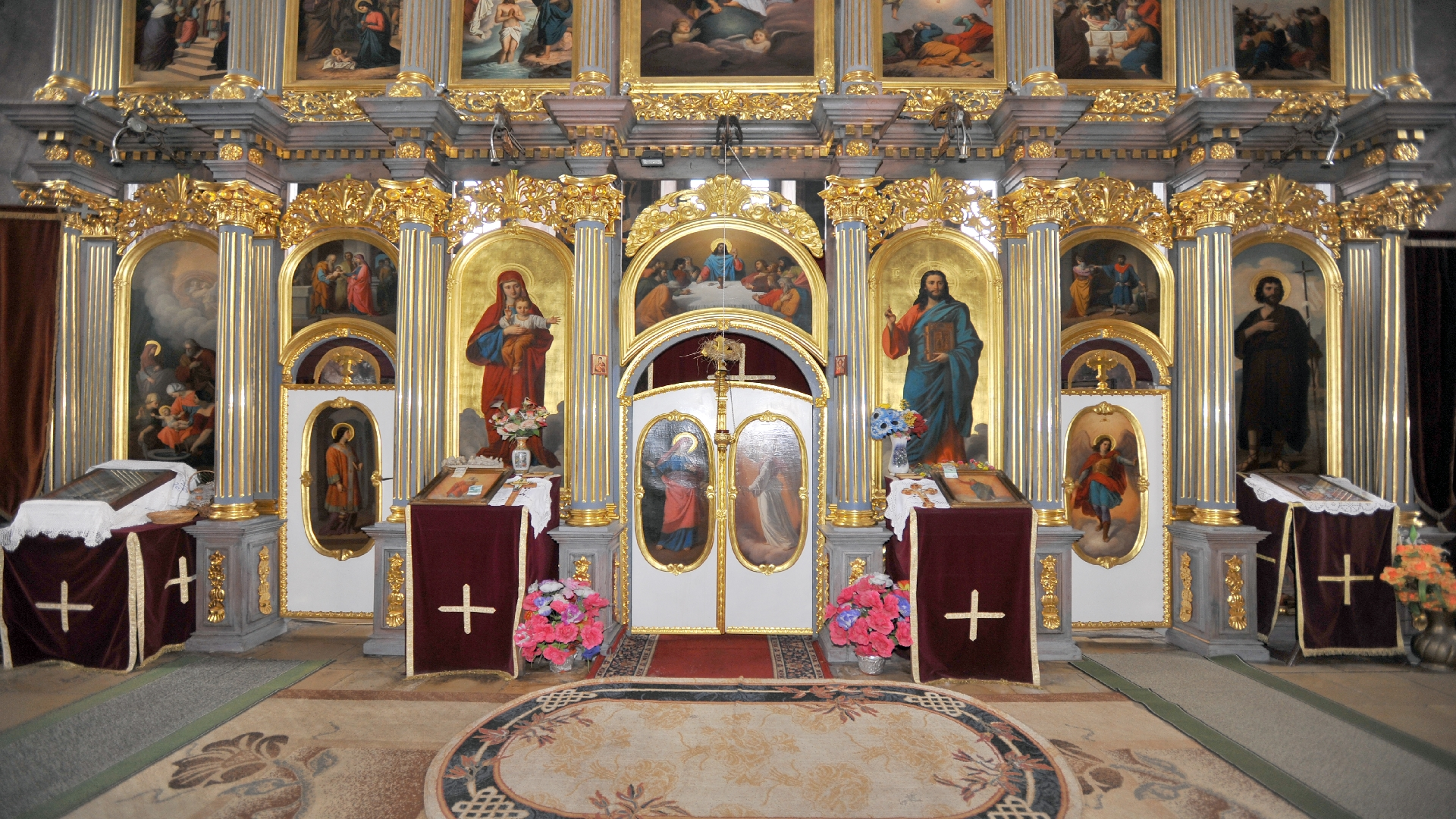
Vue premier étage de l'iconostase.